# Лисбон (Њу Хемпшир)
Лисбон (енгл. Lisbon) насељено је место без административног статуса у америчкој савезној држави Њу Хемпшир.

## Демографија
По попису из 2010. године број становника је 980, што је 90 (-8,4%) становника мање него 2000. године.
| Група             | 2000.         | 2010.       |
| Белци             | 1.050 (98,1%) | 951 (97,0%) |
| Афроамериканци    | 0 (0,0%)      | 3 (0,3%)    |
| Азијати           | 1 (0,1%)      | 0 (0,0%)    |
| Хиспаноамериканци | 3 (0,3%)      | 12 (1,2%)   |
| Укупно            | 1.070         | 980         |